# Einbeck

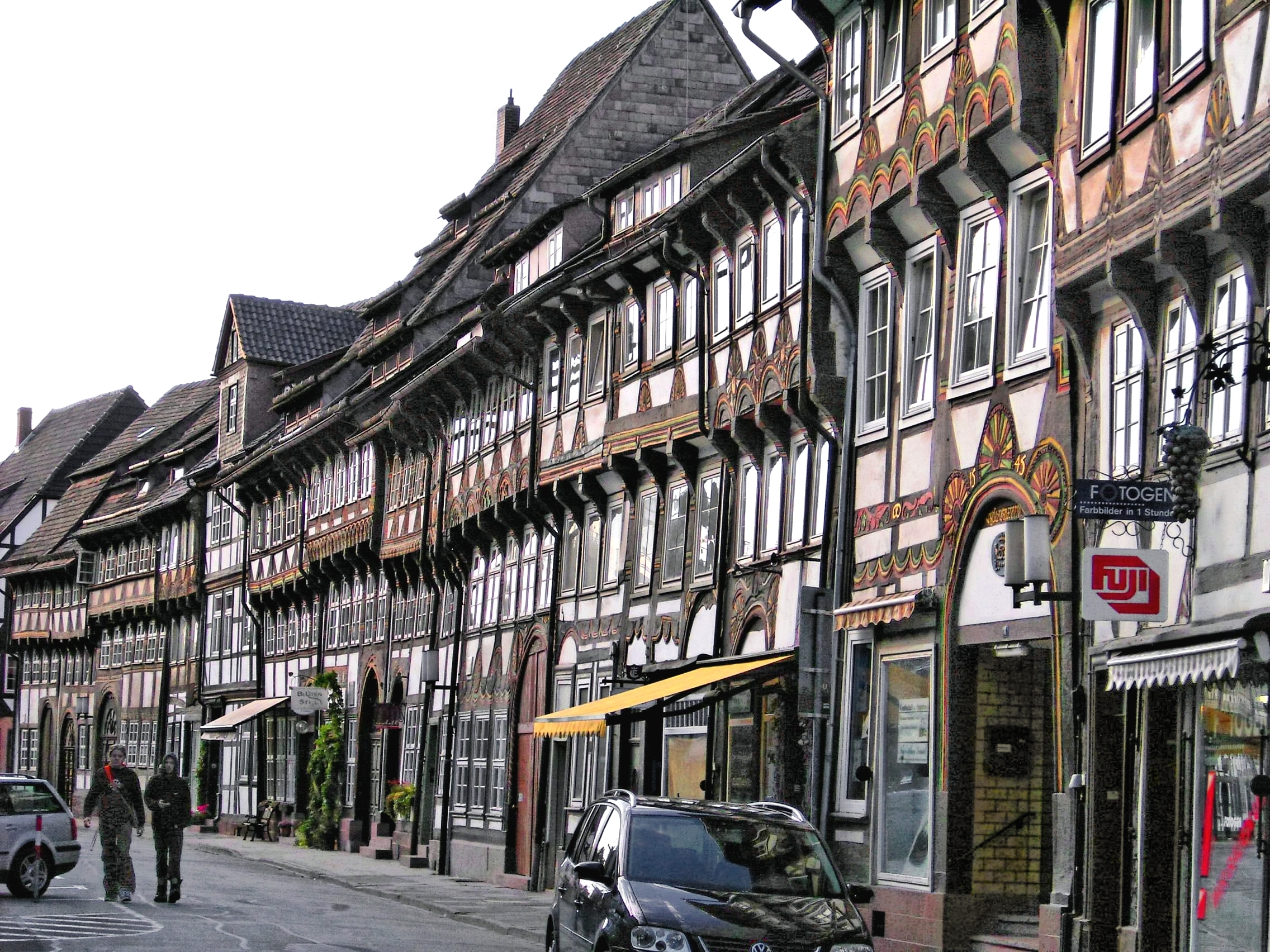
Ulica z drewnianymi domami w Einbeck

Einbeck – miasto w Niemczech, w kraju związkowym Dolna Saksonia, w powiecie Northeim. Według danych z roku 2008 miasto liczyło 27 082 mieszkańców. 1 stycznia 2013 do miasta przyłączono gminę samodzielną Kreiensen, która stała się jego dzielnicą. Liczba mieszkańców wzrosła do 34 233.
Po roku 1946 miasto stało się nowym miejscem zamieszkania dla wielu niemieckich byłych mieszkańców Paczkowa wysiedlanych do brytyjskiej strefy okupacyjnej w Niemczech.

## Współpraca
Miejscowości partnerskie:
- Artern, Turyngia
- Güsten, Saksonia-Anhalt (kontakty utrzymuje dzielnica Kreiensen)
- Keene, Stany Zjednoczone
- Paczków, Polska
- Thiais, Francja
- Wieselburg, Austria (kontakty utrzymuje dzielnica Kreiensen)